# Brompton-on-Swale
Brompton-on-Swale is een civil parish in het bestuurlijke gebied Richmondshire, in het Engelse graafschap North Yorkshire met 1879 inwoners.

Brompton-on-Swale
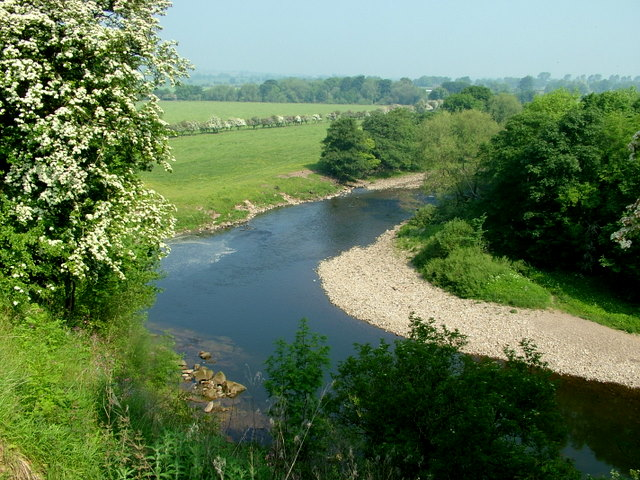
De Swale bij Brompton-on-Swale
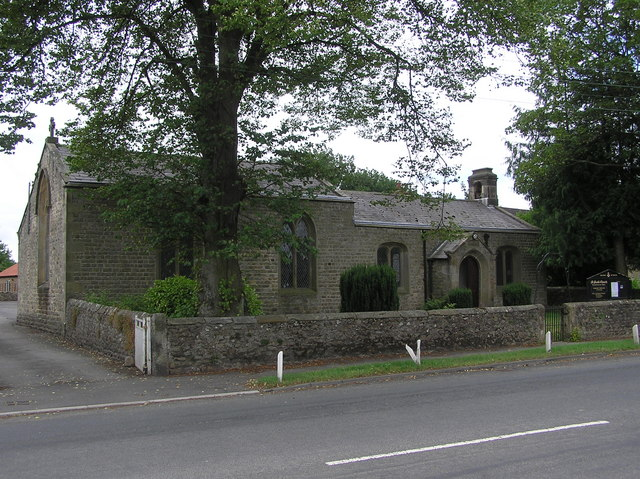
St. Paul's Chapel